# MasterChef Junior (programa de televisión colombiano)
MasterChef Junior fue un programa de televisión colombiano de competición gastronómica entre niños de 8 y 13 años. Es la segunda versión del concurso MasterChef en Colombia, producido por RCN Televisión y 5 6 Producciones. Su primera temporada se emitió entre el 22 de julio de 2015 por RCN Televisión y finalizó el 22 de septiembre del mismo año.
Presentado por Claudia Bahamón, y cuenta con la participación de los chefs de renombre nacional e internacional Jorge Rausch, Nicolás de Zubiría y José Ramón Castillo como jurados. En esta edición no participó el chef español Paco Roncero, por otros compromisos comerciales.

## Formato
Los niños, de entre 8 y 13 años de edad, jugaron para convertirse en el mejor cocinero infantil del país. 36 aspirantes fueron elegidos para una audición. En las audiciones, los participantes estaban divididos en tres grupos. Un grupo preparaba platos de mariscos, otro preparaba platos de pasta, y un tercer grupo preparaba platos de postre para presentar a los jueces. 18 de los participantes se convierten en concursantes oficiales para la siguiente ronda.
Después de la etapa de audición, los concursantes se enfrentan entre ellos en diferentes retos culinarios, habiendo 1 o 2 eliminados por semana. El ganador recibió un premio monetario y el trofeo MasterChef Junior.
Índice de audiencia promedio fue de 6.5.

## Equipo del programa

### Jurado
- Jorge Rausch: Chef bogotano, considerado uno de los cocineros más importantes de Colombia.
- Nicolás de Zubiría: Chef barranquillero, de amplia y reconocida trayectoria.
- José Ramón Castillo: Chef mexicano, famoso por su labor culinaria a nivel internacional.

### Presentadora
- Claudia Bahamón: Reconocida arquitecta, modelo y presentadora, nacida en la ciudad de Neiva, Huila.

## Concursantes
| Aspirantes              | Edad | Procedencia  | Información     |
| ----------------------- | ---- | ------------ | --------------- |
| Yulitza Sarmiento Pérez | 11   | Barranquilla | Ganadora        |
| María José Roldán       | 13   | Medellín     | Duelista        |
| Alan Vagn Knudsen       | 13   | Cali         | Semifinalistas  |
| Daniel Gómez            | 11   | Pasto        | Semifinalistas  |
| Sara Miranda            | 11   | Bogotá       | 14.ª eliminada  |
| Gabriella Senior        | 11   | Barranquilla | 13.ª eliminada  |
| José Daniel Hernández   | 13   | Barranquilla | 12.º eliminado  |
| Manuela Gómez           | 13   | Medellín     | 11.ª eliminada  |
| Matías Ramírez          | 10   | Bogotá       | 10.º eliminado  |
| Valeria Valencia        | 13   | Cali         | 9.ª eliminada   |
| Rodrigo Perdomo         | 13   | Cartagena    | 8.º eliminado   |
| María Paula Páez        | 12   | Bogotá       | 7.ª eliminada   |
| Eva Rodríguez           | 12   | Bogotá       | 6.ª eliminada   |
| Paolo Restrepo          | 12   | Medellín     | 5.º eliminado   |
| Catalina Muñoz          | 12   | Cali         | 4.ª eliminada   |
| Laura Sofía Salazar     | 11   | Pereira      | 3.ª eliminada   |
| Danna Nicole Hernández  | 9    | Bucaramanga  | 1.os eliminados |
| José Daniel Acevedo     | 10   | Barranquilla | 1.os eliminados |

## Premios y nominaciones

### Premios TVyNovelas 2016[13]
| Año  | Categoría                          | Nominado            | Resultado |
| ---- | ---------------------------------- | ------------------- | --------- |
| 2016 | Mejor presentador(a) de variedades | Claudia Bahamón     | Nominada  |
| 2016 | Mejor jurado de concurso o reality | José Ramón Castillo | Nominado  |